# 二缺一
《二缺一》是香港組合Twins的成員蔡卓妍推出的首張個人粤语大碟。蔡卓妍自上年推出單曲《Make a Wish》後，於2009年率先把本專輯的主打歌《二缺一》派到各電台，而且成績也不俗。2009年，她首次以個人身份派歌及推出大碟。在該唱片中更找來不少知名音樂人參與製作。該專輯的發佈會於2009年4月6日舉行。
該專輯推出後反應熱烈，推出一個月後已衝破白金銷量；因此，2009年5月7日推出限量版5000隻，與第一版價錢相若，但加送8張postcards，沒有收錄新歌。
唱片封面及內頁原本為Twins2008年粵語專輯及演唱會Twins Bling Bling Live 2008拍攝，但由於成員鍾欣桐捲入藝人床照事件，演唱會和專輯取消發行。專輯內的《Cross Over》等部分歌曲原本為Twins2008年粵語專輯曲目。
專輯原定標題《Whatever》，唱片公司英皇娛樂在發行半個月前最終改名為《二缺一》。

## 曲目
| CD       | CD                           | CD        | CD                                                          | CD            | CD       | CD                                            | CD    |
| 曲序     | 曲目                         |           | 作曲                                                        | 编曲          | 製作人   | 备注                                          | 时长  |
| -------- | ---------------------------- | --------- | ----------------------------------------------------------- | ------------- | -------- | --------------------------------------------- | ----- |
| 1.       | 二缺一                       | 周博賢    | 周博賢                                                      | 周博賢        | 周博賢   | 第一主打                                      | 3:36  |
| 2.       | I'm Sorry                    | 林若寧    | Johan Fransson Tobias Lundgren Tim Mikael Larsson Audra Mae | AL-Bert-Chan  | 梁錫池   | 第二主打 改編自Eva Avila的《I'm Sorry》粵語版 | 4:11  |
| 3.       | Cross Over                   | 陳少琪    | 林立基                                                      | Johnny Yim    | 陳少琪   |                                               | 4:04  |
| 4.       | 蝴蝶結                       | 夏至      | 鄭頌恩                                                      | 鄭頌恩        | 梁錫池   |                                               | 3:49  |
| 5.       | 氫氣球                       | 李峻一    | 張家誠                                                      | 張家誠        | 梁錫池   | 第三主打                                      | 3:51  |
| 6.       | 明知你的他沒有               | 周耀輝    | 龍世樑                                                      | 馮翰銘        | 馮翰銘   |                                               | 3:57  |
| 7.       | 二缺一（國語）               | May Chung | 周博賢                                                      | 周博賢        | 周博賢   |                                               | 3:35  |
| 8.       | Make A Wish                  | 李峻一    | 陳光榮                                                      | 陳光榮        | 陳光榮   | 香港願望成真基金主題曲                        | 3:31  |
| 9.       | 小酒窩（國語）（林俊傑合唱） | 王雅君    | 林俊傑                                                      | 林俊傑 吳劍泓 | 許環良   |                                               | 3:37  |
| 10.      | 心跳如歌                     | 林夕      | 趙增熹                                                      | 符元偉        | 趙增熹   | 電影《武俠梁祝》主題曲                        | 3:22  |
| 11.      | 小酒窩（林俊傑合唱）         | 陳少琪    | 林俊傑                                                      | 林俊傑 吳劍泓 | 黃尚偉   | 《小酒窩》粵語版                              | 3:38  |
| 12.      | 心如蝶舞（國語）             | 林夕      | 趙增熹                                                      | 符元偉        | 趙增熹   | 電影《武俠梁祝》國語主題曲 《心跳如歌》國語版 | 3:20  |
| 总时长： | 总时长：                     | 总时长：  | 总时长：                                                    | 总时长：      | 总时长： | 总时长：                                      | 44:30 |

| DVD      | DVD                  |
| 曲序     | 曲目                 |
| -------- | -------------------- |
| 1.       | 二缺一（MV）         |
| 2.       | I'm Sorry（MV）      |
| 3.       | 氫氣球（MV）         |
| 4.       | 明知你的他沒有（MV） |
| 总时长： | 15:41                |

## 派台歌曲
- 《Make a Wish》（冠軍歌）
- 《小酒窩》(國)（冠軍歌）
- 《二缺一》（冠軍歌）
- 《I'm Sorry》（冠軍歌）
- 《氫氣球》

## 銷售成績
| 榜單                | 最高位 |
| ------------------- | ------ |
| 香港 唱片商會銷量榜 | 7      |
| 香港 HMV唱片銷量榜  | 5      |

## 獎項
- 「第六屆Yahoo!搜尋人氣大獎2008」：人氣國語歌曲（《小酒窩》）。
- 「2008勁歌金曲優秀選第三回」：最受歡迎華語歌曲獎（《小酒窩》）。
- 「音樂先鋒榜2008年度頒獎典禮」：先鋒對唱金曲（《小酒窩》）。
- 「新城勁爆頒獎禮2008」：新城勁爆合唱歌曲（《小酒窩》）。
- 「新城勁爆頒獎禮2008」：新城勁爆卡拉OK 歌曲（《小酒窩》）。
- 「2008年度十大勁歌金曲頒獎典禮」：最受歡迎華語歌曲獎（銀獎）（《小酒窩》）。
- 「2008年度北京流行音樂典禮（中國歌曲排行榜年度頒獎禮）」：年度金曲（《小酒窩》）。
- 「SINA Music樂壇民意指數頒獎禮2008」：Sina至尊大獎——新歌試聽合唱國語歌曲大獎（《小酒窩》）。
- 「第三十一屆十大中文金曲頒獎音樂會」：全國最佳中文歌曲獎（《小酒窩》）。
- 「uChannel uChoice音樂評選2008」：Youth最愛國語歌曲（《小酒窩》）。
- 「第二屆百度娛樂沸點2008年度盤點」：最熱門十大金曲（《小酒窩》）。
- 「第一屆香港數碼音樂頒獎典禮」：最高次數原音鈴聲歌曲（《小酒窩》）。
- 「2009雪碧中國原創音樂流行榜」：最佳合唱歌曲獎（《小酒窩》）。
- 「音樂之聲Music Radio中國Top排行榜」：港台年度金曲（《小酒窩》）。
- 「2009勁歌金曲優秀選第一回」：得獎歌曲（《二缺一》）。
- 「第六屆勁歌王全球華人樂壇年度總選頒獎典禮」：粵語金曲獎（《二缺一》）。
- 「第六屆勁歌王全球華人樂壇年度總選頒獎典禮」：最佳合唱歌（《小酒窩》）。
- 「新城國語力頒獎禮2009」：新城國語力歌曲（《小酒窩》）。
- 「新城國語力頒獎禮2009」：新城國語力勁爆K歌（《小酒窩》）。
- 「2009勁歌金曲優秀選第二回」：得獎歌曲（《I'm Sorry》）。
- 「第九屆全球華語歌曲排行榜」：年度最佳男女對唱歌曲獎（《小酒窩》）。
- 「第九屆全球華語歌曲排行榜」：最佳二十大金曲獎（《二缺一》）。
- 「Yahoo!搜尋人氣大獎2009」：人氣歌曲（《二缺一》）。
- 「2009年TVB8金曲榜頒獎典禮」：金曲獎（《二缺一》）。
- 「2009中國移動無線音樂咪咕匯」：最暢銷對唱金曲（《小酒窩》）。
- 「新城勁爆頒獎禮2009」：新城勁爆歌曲（《二缺一》）。
- 「新城勁爆頒獎禮2009」：新城勁爆改編歌曲（《I'm Sorry》）。
- 「2009年度加拿大至HIT中文歌曲排行榜」：全國推崇十大粵語歌曲（《二缺一》）。
- 「2009年度十大勁歌金曲頒獎典禮」：十大勁歌金曲獎（《二缺一》）。
- 「SINA Music樂壇民意指數頒獎禮2009」：最高收聽率二十大歌曲（《二缺一》）。
- 「音樂先鋒榜2009年度頒獎典禮」: 港台十大先鋒金曲（《二缺一》）。
- 「第二屆香港數碼音樂頒獎典禮」：最高次數點播歌曲（《二缺一》）。
- 「第二屆香港數碼音樂頒獎典禮」：最高次數下載歌曲（《二缺一》）。
- 「第二屆香港數碼音樂頒獎典禮」：最高次數原音鈴聲歌曲（《二缺一》）。
- 「第二屆香港數碼音樂頒獎典禮」：最高次數接駁鈴聲歌曲（《二缺一》）。
- 「第二屆香港數碼音樂頒獎典禮」：最高銷量歌曲（《二缺一》）。
- 「IFPI香港唱片銷量大獎2009」：十大銷量廣東唱片（《二缺一》）。